# Northwood (hardware)

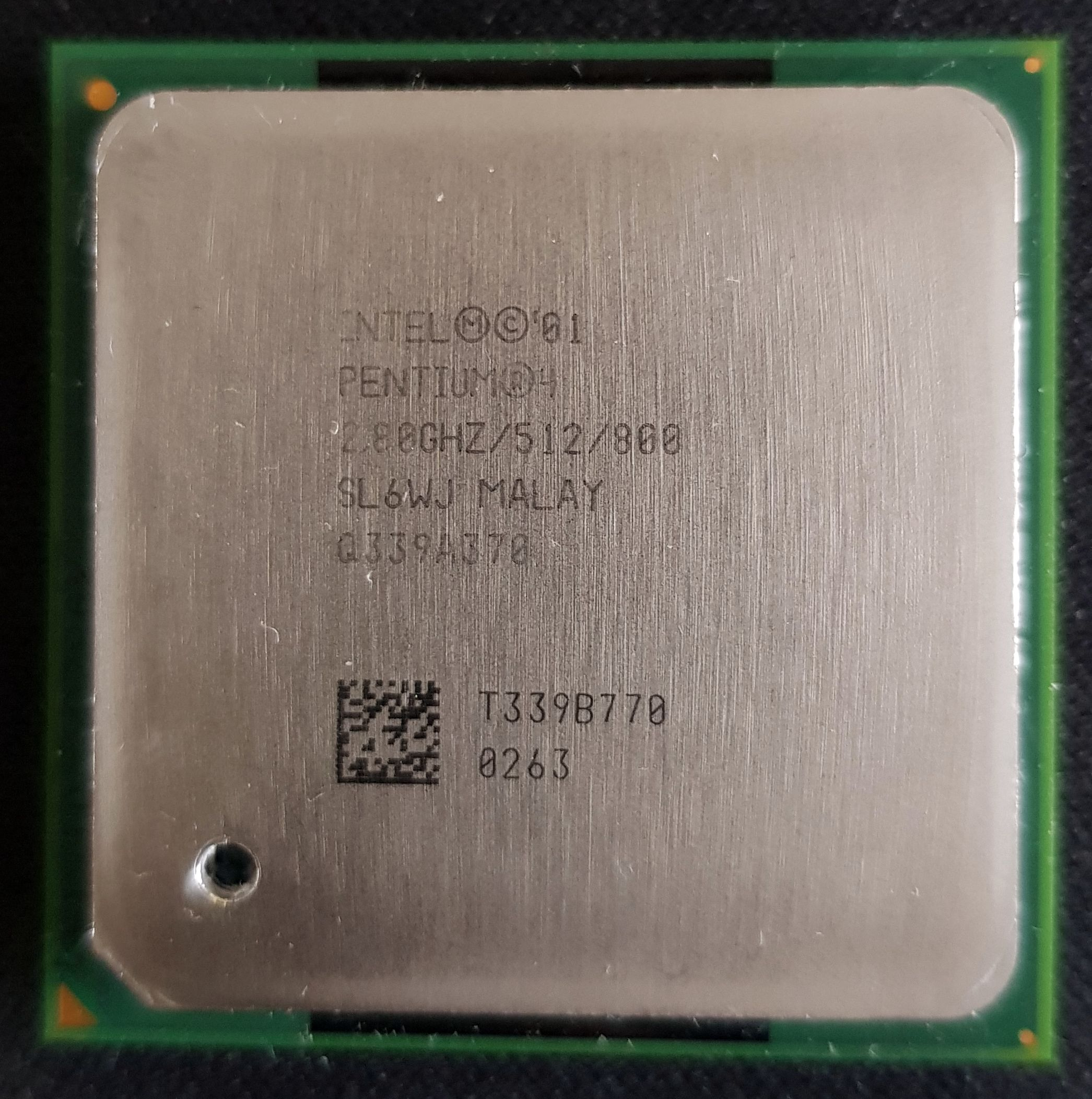
Un Pentium 4 Northwood da 2.8 GHz

Northwood era il nome in codice della seconda generazione del processore Pentium 4 sviluppato da Intel come successore del core Willamette, e arrivò sul mercato il 27 agosto 2001.
Il precedente core Willamette raggiunse il capolinea tagliando il traguardo dei 2 GHz di clock e Northwood servì ad Intel per proseguire la propria "Corsa ai GHz", ovvero l'obiettivo per cui era stato pensato il Pentium 4 e in particolare la sua architettura NetBurst. Si trattava di un approccio molto differente da quello scelto proprio in quel periodo dalla concorrente AMD la quale, con il proprio Athlon XP, aveva intrapreso una strada che prediligeva l'efficienza generale dell'architettura rispetto al puro aumento della frequenza operativa al fine di fornire elevate prestazioni.

## Caratteristiche tecniche

### Processo produttivo
Con Northwood, il Pentium 4 entrò nella sua maturità e infatti questo fu il core di maggior successo (e di conseguenza il più longevo) nella storia di questa CPU. Vennero introdotte diverse modifiche a partire dal nuovo processo produttivo a 130 nm che consentì, in primo luogo di aumentare la resa produttiva, e in secondo luogo di raddoppiare la dotazione di cache L2, ora pari a 512 kB. Il raddoppio della cache fece ovviamente salire il numero di transistor di Northwood rispetto a Willamette; il Pentium 4 di nuova generazione era formato da 55 milioni di transistor rispetto ai 42 milioni del predecessore, ma nonostante questo, grazie all'adozione del nuovo processo produttivo la superficie totale del chip scese a 146 mm² (contro i 217 mm² di Willamette).
Il bus era ovviamente ancora quello di tipo Quad Pumped e nelle prime versioni rimase a 400 MHz ma successivamente passò prima a 533 MHz e poi addirittura a 800 MHz; un'altra innovazione riguardava il socket che non era più il 423 introdotto con Willamette, ma il nuovo Socket 478 (utilizzato per la verità anche dalle ultime versioni del predecessore)

### Tecnologie implementate
Le prime versioni di Northwood non introdussero alcuna novità sul fronte delle tecnologie implementate rispetto a Willamette e rimase quindi il supporto alle istruzioni MMX, SSE e SSE2.
Con l'introduzione del modello a 3,06 GHz (avvenuta il 14 novembre 2002) però, arrivò anche la tecnologia Hyper-Threading (inizialmente sviluppata e introdotta solo nei processori Xeon), che permetteva l'esecuzione contemporanea di più thread grazie alla duplicazione di alcune unità interne del processore in modo da far "vedere" al sistema operativo la presenza di 2 processori "logici"; si seppe poi che tale tecnologia era stata integrata a livello di silicio in tutti i modelli di Northwood arrivati sul mercato, ma venne abilitata solo dal modello citato in poi.

## Competizione con AMD
Col rilascio nell'agosto del 2002 da parte di AMD di versioni sempre più veloci (fino a 2,13 GHz) dell'Athlon XP Thoroughbred B, la lotta per la supremazia nel campo delle massime prestazioni tra i due contendenti rimase serrata; Intel riuscì a difendere il primato riconquistato pochi mesi prima mettendo costantemente sul mercato versioni del Pentium 4 sempre più prestanti rispetto ai processori di punta dell'avversario, che si ritrovò quindi nel ruolo di inseguitore. L'Athlon XP aveva indubbiamente dei punti di forza, ad esempio grazie alla grande superiorità in termini di istruzioni per ciclo di clock (IPC) era decisamente più efficiente rispetto a Northwood che infatti riusciva a mantenere lo scettro delle prestazioni solo con modelli dal clock decisamente più elevato (almeno il 20% in più); dalla sua comunque il core Northwood aveva proprio l'architettura NetBurst che gli consentì di raggiungere velocemente frequenze di oltre 3 GHz, inarrivabili per il core Thoroughbred B alla base dell'Athlon XP.
L'arrivo della tecnologia Hyper-Threading nelle intenzioni di Intel doveva servire a colmare, o quantomeno a ridurre il divario prestazionale con il nuovo processore di AMD basato sull'architettura di ottava generazione conosciuta come K8 e alla base dei fortunati processori Opteron e Athlon 64; in realtà AMD presentò dapprima solo l'Opteron che era pensato esclusivamente per i server e non era abbinato ad un controller AGP e di conseguenza non svolgeva una concorrenza diretta del Pentium 4 che a quei tempi era affidata ad un potenziamento del core Barton alla base di una nuova generazione dell'Athlon XP e che era dotato di un BUS da 400 MHz (contro quello a 333 MHz del predecessore), ma si trattava di misure insufficienti a superare il modello Northwood a 3 GHz (che funzionava a ben 800 MHz in più, del più veloce modello Barton, il 3200+).

## Chipset supportati
Al momento dell'introduzione del core Northwood, Intel si stava ancora sforzando di sostenere la superiorità delle memorie RDRAM sviluppate da Rambus e utilizzate fin dal Pentium III Tualatin, e che venivano supportate dal chipset i850 Tehama. Il rapido successo delle nuove memorie DDR sostenute da AMD però costrinse Intel a presentare una versione ridotta dell'i850, chiamata i845 (o Brookdale) che offriva supporto sia alle normali SDRAM, sia alle DDR-266.
Se da un lato le memorie RDRAM PC800 a 400 MHz promettevano sulla carta una banda passante di ben 3,2 GB/s, le superiori latenze riducevano notevolmente il divario delle prestazioni; se a questo si aggiungeva il fatto che questo tipo di memorie era decisamente più costoso delle DDR, il motivo per cui l'i850 venne presto abbandonato appare immediatamente evidente.

## Non solo Pentium 4, anche Celeron
Così come dal primo Pentium 4 Willamette era stata ricavata una versione a basso costo commercializzata con il nome di Celeron, così anche dal core Northwood venne sviluppata una variante con cache L2 ridotta a 128 kB identica a quella dei Celeron basati su Willamette e pari, quindi, a un quarto di quella del core originale che equipaggiava i Pentium 4.

## Alla base anche dei Pentium 4-M e Mobile Pentium 4
Il core Northwood venne utilizzato da Intel anche come base per due processori mobile arrivati sul mercato come evoluzione del precedente Pentium III-M che era invece basato sul core Tualatin. Inizialmente venne presentato il Pentium 4-M che era sostanzialmente un tradizionale Pentium 4 con l'aggiunta della tecnologia di risparmio energetico SpeedStep (introdotta con il Pentium III-M), che consentiva di variare dinamicamente il clock di esercizio della CPU, abbassandolo quando non era necessaria tutta la potenza elaborativa, con la conseguente diminuzione dei consumi. Il successore del Pentium 4-M venne chiamato Mobile Pentium 4 ma era ancora basato sul core Northwood e in realtà offriva poche novità rispetto al proprio predecessore; fondamentalmente era solo un nuovo nome commerciale dello stesso progetto. Esso portò con sé frequenze maggiorate e BUS a 533 MHz e, sebbene solo in un secondo tempo, anche la tecnologia Hyper-Threading.

## Northwood anche nei sistemi embedded
A metà 2006, malgrado la commercializzazione del core Northwood fosse già stata ormai interrotta da tempo, Intel annunciò l'intenzione di commercializzare una nuova versione di processore basato su tale core dotata di un clock di soli 1,2 GHz e una cache L2 di 256 kB, per un consumo di circa 20 W. Tale CPU era in realtà pensata espressamente per i sistemi embedded in concorrenza con i processori Geode NX di AMD. Nelle intenzioni di Intel, in abbinamento all'affidabile chipset i852 GM, il costo totale di CPU e chipset non avrebbe dovuto superare i 55 $ (circa 44 €).

## Modelli
La tabella seguente mostra i modelli di Pentium 4, Celeron, Pentium 4-M e Mobile Pentium 4, basati sul core Northwood, arrivati sul mercato. Molti di questi condividono caratteristiche comuni pur essendo basati su core diversi; per questo motivo, allo scopo di rendere maggiormente evidente tali affinità e "alleggerire" la visualizzazione alcune colonne mostrano un valore comune a più righe. Di seguito anche una legenda dei termini (alcuni abbreviati) usati per l'intestazione delle colonne:
- Nome Commerciale: si intende il nome con cui è stato immesso in commercio quel particolare esemplare.
- Data: si intende la data di immissione sul mercato di quel particolare esemplare.
- Socket: lo zoccolo della scheda madre in cui viene inserito il processore. In questo caso il numero rappresenta oltre al nome anche il numero dei pin di contatto.
- Clock: la frequenza di funzionamento del processore.
- Molt.: sta per "Moltiplicatore" ovvero il fattore di moltiplicazione per il quale bisogna moltiplicare la frequenza di bus per ottenere la frequenza del processore.
- Pr.Prod.: sta per "Processo produttivo" e indica tipicamente la dimensione dei gate dei transistors (180 nm, 130 nm, 90 nm) e il numero di transistor integrati nel processore espresso in milioni.
- Voltag.: sta per "Voltaggio" e indica la tensione di alimentazione del processore.
- Watt: si intende il consumo massimo di quel particolare esemplare.
- Bus: frequenza del bus di sistema.
- Cache: dimensione delle cache di 1º e 2º livello.
- XD: sta per "XD-bit" e indica l'implementazione della tecnologia di sicurezza che evita l'esecuzione di codice malevolo sul computer.
- 64: sta per "EM64T" e indica l'implementazione della tecnologia a 64 bit di Intel.
- HT: sta per "Hyper-Threading" e indica l'implementazione della esclusiva tecnologia Intel che consente al sistema operativo di vedere 2 core logici.
- ST: sta per "SpeedStep Technology" ovvero la tecnologia di risparmio energetico sviluppata da Intel e inserita negli ultimi Pentium 4 Prescott serie 6xx per contenere il consumo massimo.
- VT: sta per "Vanderpool Technology", la tecnologia di virtualizzazione che rende possibile l'esecuzione simultanea di più sistemi operativi differenti contemporaneamente.

| Pentium 4                 | Pentium 4   | Pentium 4 | Pentium 4 | Pentium 4 | Pentium 4        | Pentium 4    | Pentium 4 | Pentium 4 | Pentium 4              | Pentium 4 | Pentium 4 | Pentium 4 | Pentium 4 | Pentium 4 |
| Nome Commerciale          | Data        | Socket    | Clock     | Molt.     | Pr.Prod.         | Voltag.      | Watt      | Bus       | Cache                  | XD        | 64        | HT        | ST        | VT        |
| ------------------------- | ----------- | --------- | --------- | --------- | ---------------- | ------------ | --------- | --------- | ---------------------- | --------- | --------- | --------- | --------- | --------- |
| Pentium 4 1,6 GHz A       | 27/ago/2001 | 478       | 1,6 GHz   | 16x       | 130 nm 55 mil.   | 1,525 V      | 47 W      | 400 MHz   | L1=8KB L2=512KB L3=0MB | No        | No        | No        | No        | No        |
| Pentium 4 1,8 GHz A       | 27/ago/2001 | 478       | 1,8 GHz   | 18x       | 130 nm 55 mil.   | 1,525 V      | 50 W      | 400 MHz   | L1=8KB L2=512KB L3=0MB | No        | No        | No        | No        | No        |
| Pentium 4 2,0 GHz A       | 27/ago/2001 | 478       | 2,0 GHz   | 20x       | 130 nm 55 mil.   | 1,525 V      | 54 W      | 400 MHz   | L1=8KB L2=512KB L3=0MB | No        | No        | No        | No        | No        |
| Pentium 4 2,2 GHz         | 7/gen/2002  | 478       | 2,2 GHz   | 22x       | 130 nm 55 mil.   | 1,525 V      | 57 W      | 400 MHz   | L1=8KB L2=512KB L3=0MB | No        | No        | No        | No        | No        |
| Pentium 4 2,4 GHz         | 2/apr/2002  | 478       | 2,4 GHz   | 24x       | 130 nm 55 mil.   | 1,525 V      | 60 W      | 400 MHz   | L1=8KB L2=512KB L3=0MB | No        | No        | No        | No        | No        |
| Pentium 4 2,5 GHz         | 26/ago/2002 | 478       | 2,5 GHz   | 25x       | 130 nm 55 mil.   | 1,525 V      | 61 W      | 400 MHz   | L1=8KB L2=512KB L3=0MB | No        | No        | No        | No        | No        |
| Pentium 4 2,6 GHz         | 26/ago/2002 | 478       | 2,6 GHz   | 26x       | 130 nm 55 mil.   | 1,525 V      | 63 W      | 400 MHz   | L1=8KB L2=512KB L3=0MB | No        | No        | No        | No        | No        |
| Pentium 4 2,267 GHz       | 6/mag/2002  | 478       | 2,267 GHz | 17x       | 130 nm 55 mil.   | 1,525 V      | 58 W      | 533 MHz   | L1=8KB L2=512KB L3=0MB | No        | No        | No        | No        | No        |
| Pentium 4 2,4 GHz B       | 6/mag/2002  | 478       | 2,4 GHz   | 18x       | 130 nm 55 mil.   | 1,525 V      | 60 W      | 533 MHz   | L1=8KB L2=512KB L3=0MB | No        | No        | No        | No        | No        |
| Pentium 4 2,533 GHz       | 6/mag/2002  | 478       | 2,533 GHz | 19x       | 130 nm 55 mil.   | 1,525 V      | 61 W      | 533 MHz   | L1=8KB L2=512KB L3=0MB | No        | No        | No        | No        | No        |
| Pentium 4 2,667 GHz       | 26/ago/2002 | 478       | 2,667 GHz | 20x       | 130 nm 55 mil.   | 1,525 V      | 66 W      | 533 MHz   | L1=8KB L2=512KB L3=0MB | No        | No        | No        | No        | No        |
| Pentium 4 2,8 GHz         | 26/ago/2002 | 478       | 2,8 GHz   | 21x       | 130 nm 55 mil.   | 1,525 V      | 68 W      | 533 MHz   | L1=8KB L2=512KB L3=0MB | No        | No        | No        | No        | No        |
| Pentium 4 3,06 GHz        | 14/nov/2002 | 478       | 3,06 GHz  | 23x       | 130 nm 55 mil.   | 1,55 V       | 82 W      | 533 MHz   | L1=8KB L2=512KB L3=0MB | No        | No        | Sì        | No        | No        |
| Pentium 4 2,4 GHz C       | 21/mag/2003 | 478       | 2,4 GHz   | 12x       | 130 nm 55 mil.   | 1,525 V      | 66 W      | 800 MHz   | L1=8KB L2=512KB L3=0MB | No        | No        | Sì        | No        | No        |
| Pentium 4 2,6 GHz C       | 21/mag/2003 | 478       | 2,6 GHz   | 13x       | 130 nm 55 mil.   | 1,525 V      | 69 W      | 800 MHz   | L1=8KB L2=512KB L3=0MB | No        | No        | Sì        | No        | No        |
| Pentium 4 2,8 GHz C       | 21/mag/2003 | 478       | 2,8 GHz   | 14x       | 130 nm 55 mil.   | 1,525 V      | 70 W      | 800 MHz   | L1=8KB L2=512KB L3=0MB | No        | No        | Sì        | No        | No        |
| Pentium 4 3,0 GHz         | 14/apr/2003 | 478       | 3,0 GHz   | 15x       | 130 nm 55 mil.   | 1,55 V       | 82 W      | 800 MHz   | L1=8KB L2=512KB L3=0MB | No        | No        | Sì        | No        | No        |
| Pentium 4 3,2 GHz         | 23/giu/2003 | 478       | 3,2 GHz   | 16x       | 130 nm 55 mil.   | 1,55 V       | 82 W      | 800 MHz   | L1=8KB L2=512KB L3=0MB | No        | No        | Sì        | No        | No        |
| Pentium 4 3,4 GHz         | 2/feb/2004  | 478       | 3,4 GHz   | 17x       | 130 nm 55 mil.   | 1,55 V       | 84 W      | 800 MHz   | L1=8KB L2=512KB L3=0MB | No        | No        | Sì        | No        | No        |
| Celeron                   |             |           |           |           |                  |              |           |           |                        |           |           |           |           |           |
| Celeron 2 GHz             | 18/set/2002 | 478       | 2 GHz     | 20x       | 130 nm 36,5 mil. | 1,525 V      | 55 W      | 400 MHz   | L1=8KB L2=128KB L3=0MB | No        | No        | No        | No        | No        |
| Celeron 2,1 GHz           | 20/nov/2002 | 478       | 2,1 GHz   | 21x       | 130 nm 36,5 mil. | 1,525 V      | 55 W      | 400 MHz   | L1=8KB L2=128KB L3=0MB | No        | No        | No        | No        | No        |
| Celeron 2,2 GHz           | 20/nov/2002 | 478       | 2,2 GHz   | 22x       | 130 nm 36,5 mil. | 1,525 V      | 55 W      | 400 MHz   | L1=8KB L2=128KB L3=0MB | No        | No        | No        | No        | No        |
| Celeron 2,3 GHz           | 31/mar/2003 | 478       | 2,3 GHz   | 23x       | 130 nm 36,5 mil. | 1,525 V      | 55 W      | 400 MHz   | L1=8KB L2=128KB L3=0MB | No        | No        | No        | No        | No        |
| Celeron 2,4 GHz           | 31/mar/2003 | 478       | 2,4 GHz   | 24x       | 130 nm 36,5 mil. | 1,525 V      | 55 W      | 400 MHz   | L1=8KB L2=128KB L3=0MB | No        | No        | No        | No        | No        |
| Celeron 2,5 GHz           | N.A.        | 478       | 2,5 GHz   | 25x       | 130 nm 36,5 mil. | 1,525 V      | 55 W      | 400 MHz   | L1=8KB L2=128KB L3=0MB | No        | No        | No        | No        | No        |
| Celeron 2,6 GHz           | N.A.        | 478       | 2,6 GHz   | 26x       | 130 nm 36,5 mil. | 1,525 V      | 55 W      | 400 MHz   | L1=8KB L2=128KB L3=0MB | No        | No        | No        | No        | No        |
| Celeron 2,7 GHz           | 24/set/2003 | 478       | 2,7 GHz   | 27x       | 130 nm 36,5 mil. | 1,525 V      | 55 W      | 400 MHz   | L1=8KB L2=128KB L3=0MB | No        | No        | No        | No        | No        |
| Celeron 2,8 GHz           | 5/nov/2003  | 478       | 2,8 GHz   | 28x       | 130 nm 36,5 mil. | 1,525 V      | 55 W      | 400 MHz   | L1=8KB L2=128KB L3=0MB | No        | No        | No        | No        | No        |
| Pentium 4-M               |             |           |           |           |                  |              |           |           |                        |           |           |           |           |           |
| Pentium 4-M 1,4 GHz       | 4/mar/2002  | 478       | 1,4 GHz   | 14x       | 130 nm 55 mil.   | 1,2 V 1,3 V  | 25 W      | 400 MHz   | L1=8KB L2=512KB L3=0MB | No        | No        | No        | Sì        | No        |
| Pentium 4-M 1,5 GHz       | 4/mar/2002  | 478       | 1,5 GHz   | 15x       | 130 nm 55 mil.   | 1,2 V 1,3 V  | 26 W      | 400 MHz   | L1=8KB L2=512KB L3=0MB | No        | No        | No        | Sì        | No        |
| Pentium 4-M 1,6 GHz       | 23/apr/2002 | 478       | 1,6 GHz   | 16x       | 130 nm 55 mil.   | 1,2 V 1,3 V  | 30 W      | 400 MHz   | L1=8KB L2=512KB L3=0MB | No        | No        | No        | Sì        | No        |
| Pentium 4-M 1,7 GHz       | 23/apr/2002 | 478       | 1,7 GHz   | 17x       | 130 nm 55 mil.   | 1,2 V 1,3 V  | 30 W      | 400 MHz   | L1=8KB L2=512KB L3=0MB | No        | No        | No        | Sì        | No        |
| Pentium 4-M 1,8 GHz       | 23/apr/2002 | 478       | 1,8 GHz   | 18x       | 130 nm 55 mil.   | 1,2 V 1,3 V  | 30 W      | 400 MHz   | L1=8KB L2=512KB L3=0MB | No        | No        | No        | Sì        | No        |
| Pentium 4-M 1,9 GHz       | 24/giu/2002 | 478       | 1,9 GHz   | 19x       | 130 nm 55 mil.   | 1,2 V 1,3 V  | 32 W      | 400 MHz   | L1=8KB L2=512KB L3=0MB | No        | No        | No        | Sì        | No        |
| Pentium 4-M 2,0 GHz       | 24/giu/2002 | 478       | 2,0 GHz   | 20x       | 130 nm 55 mil.   | 1,2 V 1,3 V  | 32 W      | 400 MHz   | L1=8KB L2=512KB L3=0MB | No        | No        | No        | Sì        | No        |
| Pentium 4-M 2,2 GHz       | 16/set/2002 | 478       | 2,2 GHz   | 22x       | 130 nm 55 mil.   | 1,2 V 1,3 V  | 35 W      | 400 MHz   | L1=8KB L2=512KB L3=0MB | No        | No        | No        | Sì        | No        |
| Pentium 4-M 2,4 GHz       | 14/gen/2003 | 478       | 2,4 GHz   | 24x       | 130 nm 55 mil.   | 1,2 V 1,3 V  | 35 W      | 400 MHz   | L1=8KB L2=512KB L3=0MB | No        | No        | No        | Sì        | No        |
| Pentium 4-M 2,5 GHz       | 16/apr/2003 | 478       | 2,5 GHz   | 25x       | 130 nm 55 mil.   | 1,2 V 1,3 V  | 35 W      | 400 MHz   | L1=8KB L2=512KB L3=0MB | No        | No        | No        | Sì        | No        |
| Pentium 4-M 2,6 GHz       | 11/giu/2003 | 478       | 2,6 GHz   | 26x       | 130 nm 55 mil.   | 1,2 V 1,3 V  | 35 W      | 400 MHz   | L1=8KB L2=512KB L3=0MB | No        | No        | No        | Sì        | No        |
| Mobile Pentium 4          |             |           |           |           |                  |              |           |           |                        |           |           |           |           |           |
| Mobile Pentium 4 2,4 GHz  | 11/giu/2003 | 478       | 2,4 GHz   | 18x       | 130 nm 55 mil.   | 1,2 V 1,55 V | 60 W      | 533 MHz   | L1=8KB L2=512KB L3=0MB | No        | No        | No        | Sì        | No        |
| Mobile Pentium 4 2,66 GHz | 11/giu/2003 | 478       | 2,66 GHz  | 20x       | 130 nm 55 mil.   | 1,2 V 1,55 V | 66 W      | 533 MHz   | L1=8KB L2=512KB L3=0MB | No        | No        | No        | Sì        | No        |
| Mobile Pentium 4 2,8 GHz  | 11/giu/2003 | 478       | 2,8 GHz   | 21x       | 130 nm 55 mil.   | 1,2 V 1,55 V | 68 W      | 533 MHz   | L1=8KB L2=512KB L3=0MB | No        | No        | No        | Sì        | No        |
| Mobile Pentium 4 3,06 GHz | 11/giu/2003 | 478       | 3,06 GHz  | 23x       | 130 nm 55 mil.   | 1,2 V 1,55 V | 70 W      | 533 MHz   | L1=8KB L2=512KB L3=0MB | No        | No        | No        | Sì        | No        |
| Mobile Pentium 4 3,2 GHz  | 11/giu/2003 | 478       | 3,2 GHz   | 24x       | 130 nm 55 mil.   | 1,2 V 1,55 V | 76 W      | 533 MHz   | L1=8KB L2=512KB L3=0MB | No        | No        | No        | Sì        | No        |
| Mobile Pentium 4 2,66 GHz | 21/set/2003 | 478       | 2,66 GHz  | 20x       | 130 nm 55 mil.   | 1,2 V 1,55 V | 66 W      | 533 MHz   | L1=8KB L2=512KB L3=0MB | No        | No        | Sì        | Sì        | No        |
| Mobile Pentium 4 2,8 GHz  | 21/set/2003 | 478       | 2,8 GHz   | 21x       | 130 nm 55 mil.   | 1,2 V 1,55 V | 68 W      | 533 MHz   | L1=8KB L2=512KB L3=0MB | No        | No        | Sì        | Sì        | No        |
| Mobile Pentium 4 3,06 GHz | 21/set/2003 | 478       | 3,06 GHz  | 23x       | 130 nm 55 mil.   | 1,2 V 1,55 V | 70 W      | 533 MHz   | L1=8KB L2=512KB L3=0MB | No        | No        | Sì        | Sì        | No        |
| Mobile Pentium 4 3,2 GHz  | 21/set/2003 | 478       | 3,2 GHz   | 24x       | 130 nm 55 mil.   | 1,2 V 1,55 V | 76 W      | 533 MHz   | L1=8KB L2=512KB L3=0MB | No        | No        | Sì        | Sì        | No        |

Nota: la tabella soprastante è un estratto di quelle complete contenute nelle pagine del Pentium 4, del Celeron, del Pentium 4-M e Mobile Pentium 4.

## Il successore
Il 2 febbraio 2004 Intel presentò l'ultimo modello di Northwood (funzionante a 3,4 GHz) ma in realtà già dalla fine del 2002 con la versione a 3,06 GHz, la "corsa ai GHz" di Intel si era drasticamente ridotta fino a praticamente fermarsi. Il tentativo di riprendere tale strada portò allo sviluppo di Prescott, un Pentium 4 costruito a 90 nm con nuove istruzioni multimediali (SSE3 prima, e EM64T per l'elaborazione di codice a 64 bit poi) che avrebbero dovuto consentire di raggiungere frequenze molto elevate fino oltre i 5 GHz. Non fu così, la "corsa" effettivamente ripartì ma si fermò quasi subito, addirittura prima del "traguardo psicologico" dei 4 GHz; l'enorme dissipazione di calore richiesta da Prescott, e l'inefficienza della sua architettura, rappresentarono un grosso smacco per Intel.